# Anéis borromeanos

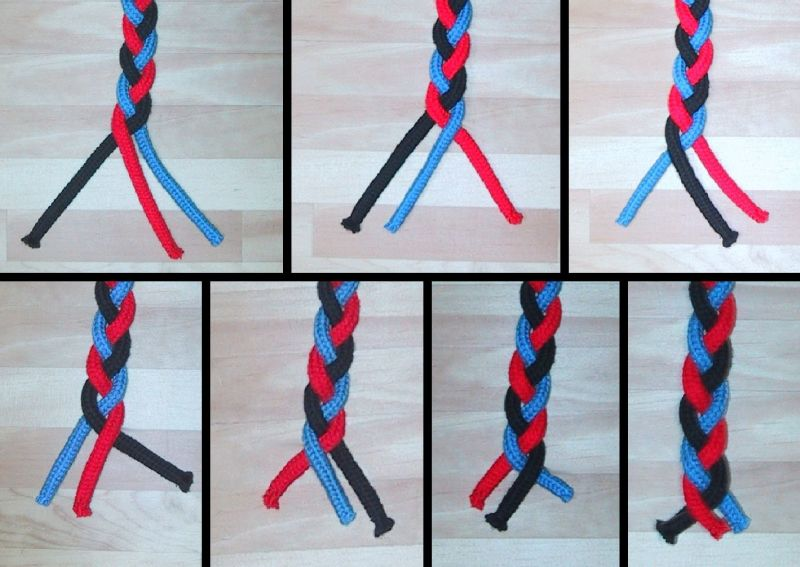
A trança de três fios padrão corresponde aos anéis borromeanos

Em matemática, os anéis borromeanos também chamados de elos borromeanos (Livingston 1993, p. 10), são três anéis entrelaçados mutuamente, com o nome da família renascentista italiana que os usava em seu brasão de armas.  Eles consistem em três círculos topológicos que estão ligados, mas onde a remoção de qualquer um anel deixa os outros dois desconectados. Em outras palavras, nenhum dos três anéis está vinculado um ao outro como um enlace de Hopf, mas, no entanto, todos os três estão vinculados. Os anéis borromeanos fazem parte de uma classe de elos denominados enlaces brunnianos.

## Cultura
Esse elo também pode ser encontrado em pedras esculpidas por volta do século IX, em Gotland, uma ilha no mar Báltico, na costa sudeste da Suécia. Acredita-se que eles correspondam a lendas derivadas da mitologia nórdica. Além disso, os povos do norte da Escandinávia chamam uma representação dos anéis borromeanos de "triângulo de Odin", ou Valknut, "nó do morto". O símbolo também foi gravado na estrutura das camas usadas durante os funerais no mar.